# William Valentine (malíř)
William Valentine (1798 – 26. prosince 1849) byl kanadský portrétista a daguerrotypista anglického původu. Aktivní byl převážně v Halifaxu v Novém Skotsku.

## Životopis
Narodil se roku 1798 ve Whitehavenu v Anglii a roku 1818 se přestěhoval do Halifaxu. Poprvé byl ženatý se Susannah Smith, se kterou měl dvě dcery. Znovu se oženil v roce 1830 se Sarah Sellon. Zemřel 26. prosince 1849 a byl pohřben na hřbitově Camp Hill v Halifaxu.

## Kariéra
Od roku 1819 působil jako portrétista, učitel a malíř uměleckého písma a architektonických ozdob. Vyplnil prázdnotu, kterou zanechal malíř portrétů Rober Field, který cvičil v Halifaxu v letech 1808 až 1816.
Valentine studoval malířství v Anglii v roce 1836, poté se jeho práce viditelně zlepšila. V roce 1839 odcestoval do Paříže, kde se naučil daguerrotypii, ranou formu fotografie, jejímž průkopníkem byl v Kanadě již v roce 1842. Valentine byl mentorem a později obchodním partnerem fotografa Thomase Coffina Doanea.
Ve 30. a 40. letech 19. století zřejmě pracoval po celé atlantické Kanadě, jak dokazují inzeráty publikované ve městech Charlottetown, Saint John nebo St. John's.

## Dílo
Jeho hlavním zájmem byly portréty, kterých namaloval asi 125-150. Zahrnoval mnoho osobností své doby, jako byli například Thomas Chandler Haliburton, Alexander Keith nebo William Black.
Ačkoli některé obrazy byly zničeny při požáru umělcova studia krátce před jeho smrtí, mnoho z jeho děl je zachováno v Kanadské národní galerii, Library and Archives Canada, New Brunswick Museum a Art Gallery of Nova Scotia.

## Galerie

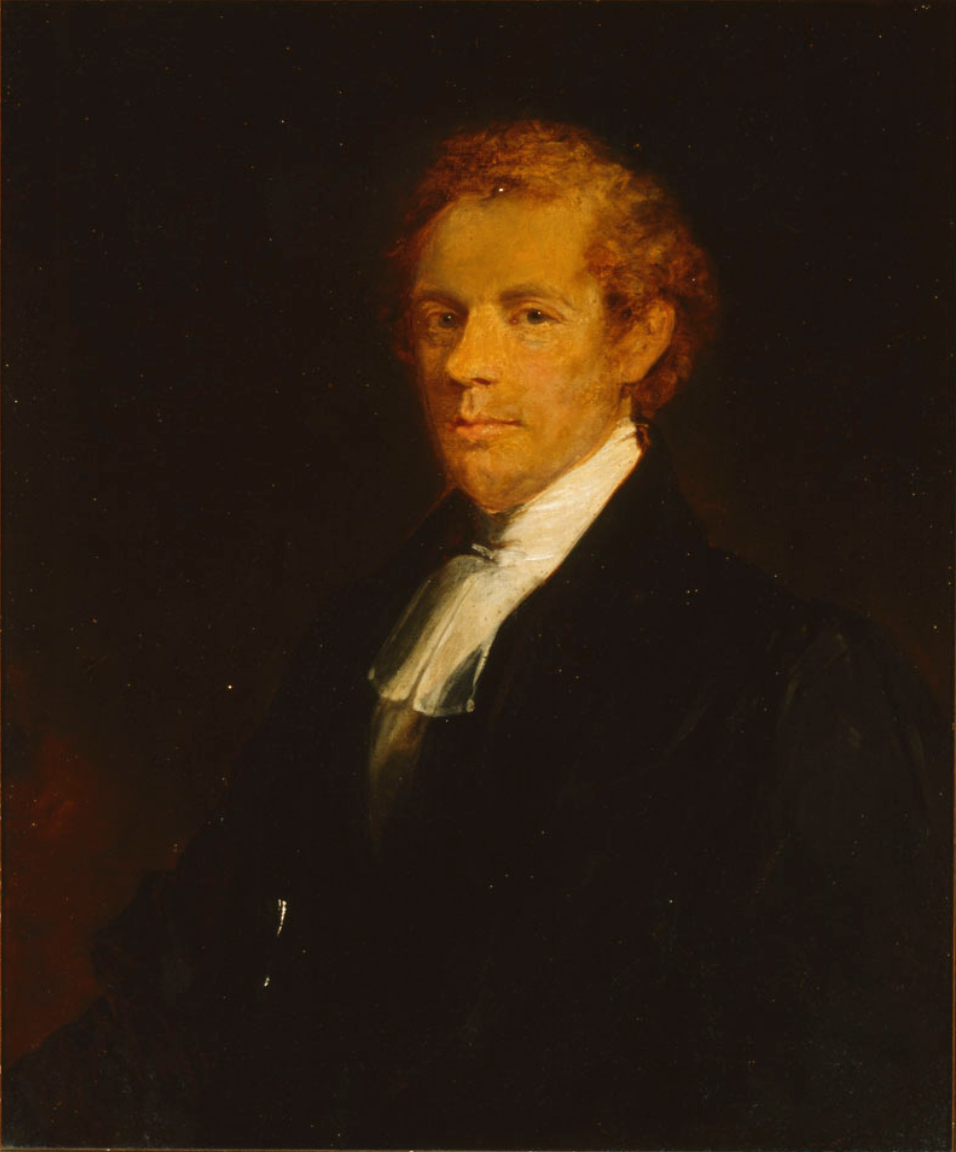
John William Ritchie
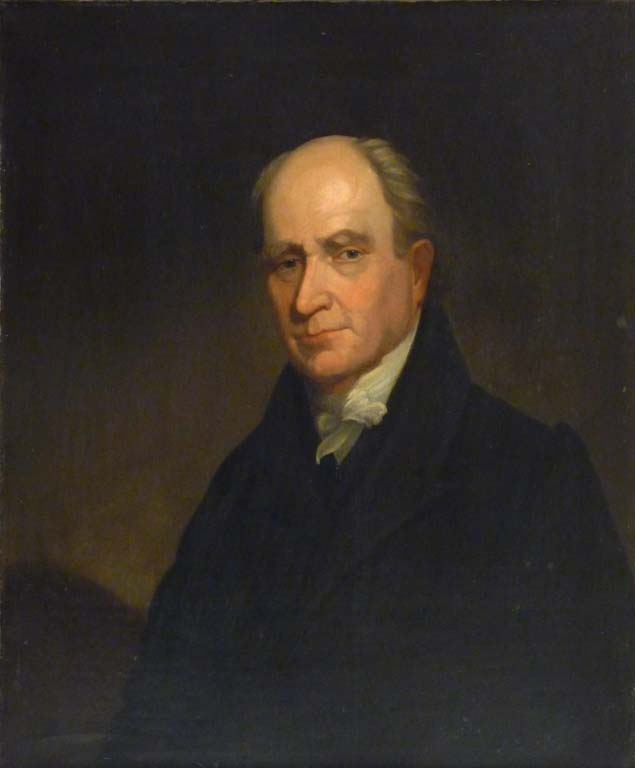
John Howe
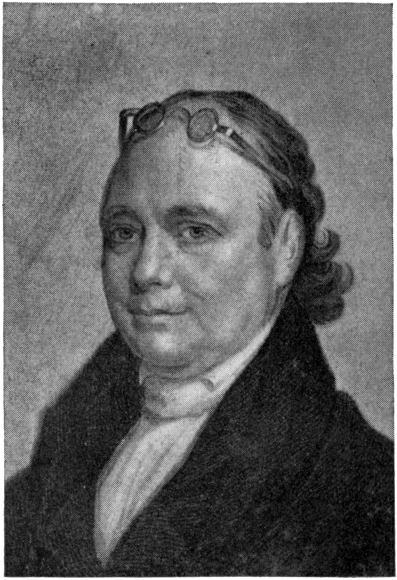
Rev William Black